# NGC 6857
NGC 6857 (другое обозначение — PK 70+1.2) — эмиссионная туманность в созвездии Лебедь.
Этот объект входит в число перечисленных в оригинальной редакции «Нового общего каталога».
Проведённое в 1969 году исследование звёздного неба с целью дополнения и обновления Общего каталога показало, что в данной области, присутствует слабое радиоизлучение. NGC 6857 описывают как небольшую яркую туманность, скорее всего, планетарную. Радиотелескопическое исследование туманности осложняется наличием облаков водорода, между Землёй и NGC 6857. Тем не менее, удалось определить, что в звёздном скоплении присутствует тепловой источник широкого спектра, а в 1 минуте к северу от скопления находится небольшая планератная туманность K 3-50.